# Jacquemard-Sénécal
Pour les articles homonymes, voir Jacquemard.
Jacquemard-Sénécal, pseudonyme collectif de Yves Jacquemard, né le 2 novembre 1943 à Alger (Algerie) et retrouvé mort à son domicile du 10e arrondissement de Paris le 29 juillet 1980, et de Jean-Michel Sénécal, né en 1943, est un duo d'écrivains français, auteurs de romans policiers.

## Biographie
En 1976, avec leur premier roman, Le Crime de la maison Grün, ils sont lauréats du prix du Quai des Orfèvres. Ce roman « est l'histoire d'un clan qui s'oppose à un policier dans une atmosphère à la Simenon ». En 1977, ils font paraître Le Onzième Petit Nègre, une variation sur le roman Dix petits nègres d'Agatha Christie. Puis, en 1978 paraît Meurtre dans les corons, allusion à l'affaire de Bruay-en-Artois. 
Après le décès de Yves Jacquemard en 1980, Jean-Michel Sénécal continue de signer ses romans de leur pseudonyme commun.

## Œuvre

### Romans
- Le Crime de la maison Grün, Fayard (1976)  (ISBN 2-213-00382-3), réédition Librairie des Champs-Élysées, coll. « Club des Masques » no 358 (1978)  (ISBN 2-7024-0858-3), réédition Édito-Service, coll. « Les Classiques du crime » (1984)  (ISBN 2-8302-1102-2)
- Le Onzième Petit Nègre, Éditions Régine Deforges (1977)  (ISBN 2-901980-70-8), réédition France Loisirs (1978)  (ISBN 2-7242-0390-9), réédition Entre chiens et loups, coll. « Baker Street » (1987)  (ISBN 2-906540-20-X)
- Meurtre dans les corons, Éditions Régine Deforges (1978)  (ISBN 2-901980-92-9)
- L'Énigme du puits d'enfer, Capriscor (1979)  (ISBN 2-903117-01-2), réédition Entre chiens et loups (1987)  (ISBN 2-906540-30-7)
- Qui a tué Scarlett O'Hara ?, Hachette, coll. « Parfum noir » (1981)  (ISBN 2-01-007696-6)
- Une louve en hiver, Hachette (1983)  (ISBN 2-01-008732-1)
- Un crime en Lorraine, autoédition (1991)
- Passeport pour le "Vendée crime challenge", Éditions H. Pinson (1992)  (ISBN 2-908376-11-3)
- Quatuor ou L'humanité selon monsieur Paul, Éditions Castel (1994)  (ISBN 2-910399-05-2)
- Le Printemps du loup, Éditions d'Orbestier (1998)  (ISBN 2-84238-013-4)

### Nouvelles
- La Mort de Virgile, dans le recueil Paris noir, Le Dernier Terrain vague (1980)  (ISBN 2-86219-013-6)
- Sophie et ses malheurs, Nouvelles noires no 3 (1982)

## Prix et distinctions
- Prix du Quai des Orfèvres 1976 pour Le Crime de la maison Grün

## Sources
: document utilisé comme source pour la rédaction de cet article.
- Claude Mesplède (dir.), Dictionnaire des littératures policières, vol. 2 : J - Z, Nantes, Joseph K, coll. « Temps noir », 2007, 1086 p. (ISBN 978-2-910-68645-1, OCLC 315873361), p. 23.